# Церковь Параскевы Пятницы (Барабаново)
Церковь Параскевы Пятницы — деревянная православная церковь, расположенная в деревне Барабаново Красноярского края. Церковь святой Параскевы в Барабанове признана памятником архитектуры и является одним из шедевров деревянного зодчества не только Красноярского края, но и всей Сибири.

## История
Барабановский Параскевиевский приход открыт в 1854 году. К 1857 году однопрестольная церковь святой Параскевы  была построена. В Балабановском приходе было три деревни: Карымская в 8 верстах, Шиверская в 6 верстах, Додонова в 2 верстах (за рекой Енисей).
По данным 1916 года, причт состоял из священника и псаломщика. Жалование священника составляло 400 руб., псаломщика — 150 руб. Доходы от требоисправлений доходили до 450 руб. в год. При церкви было два дома причта — оба ветхие, холодные и тесные. Пахотной земли у причта не было, а сенокосная земля площадью 54 десятины находится за Енисеем в 8 верстах от села. Церковный капитал составлял 1400 руб, а причтовый — 450 руб.
По словам жителей Барабанова, службы в церкви окончательно прекратились в конце 1950-х годов, потом она использовалась под склад зерна, а в дальнейшем была вовсе заброшена. Новый этап в истории церкви св. Параскевы начался в 1986 году, и он связан с Красноярской летней школой, КЛШ. В тот год состоялась первая Барабановская экспедиция КЛШ — попытка противодействия разрушению памятника.
В рамках IX Красноярской музейной биеннале в сентябре 2011 года польский художник Матей Андраж Вогринчич, устроил в здании церкви в Барабанове символическую инсталляцию. Он устлал её пол яичной скорлупой. Во время подготовки инсталляции художник провалился сквозь гнилой пол и сломал ногу. На следующий день после открытия инсталляции яичная скорлупа на полу церкви была растоптана в порошок.
Церковь св. Параскевы включена в перечень объектов культурного наследия, предполагаемых к реставрации по концепции долгосрочной целевой программы «Сохранение объектов культурного наследия (памятников истории и культуры) Красноярского края на 2010—2020 годы», проектные и реставрационные работы намечены на 2012—2015 годы.
Каждую субботу проводятся молебны и литургии.